# Lijst van personen overleden in april 2019
Dit is een lijst van bekende personen die zijn overleden in april 2019.

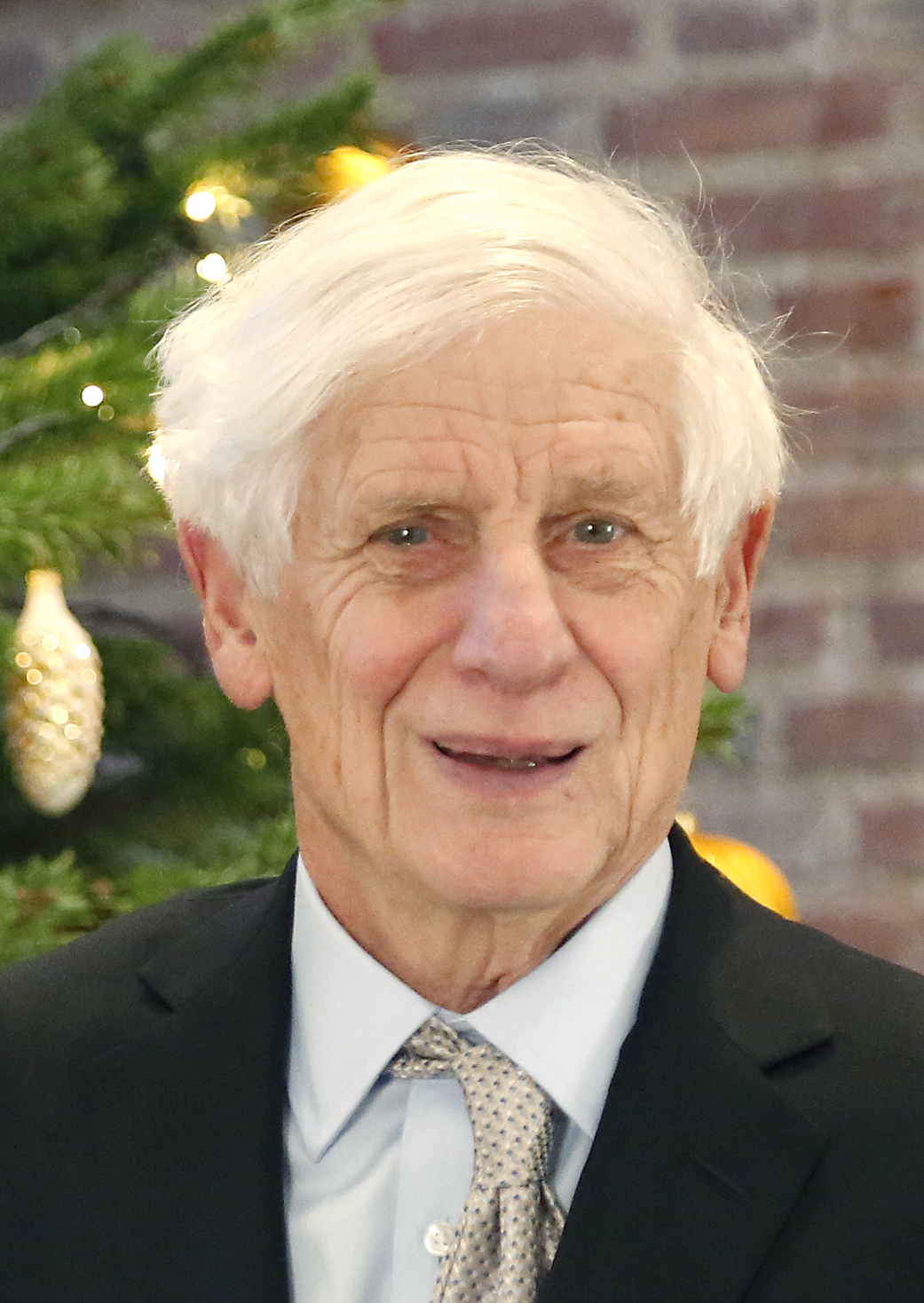
David Thouless
6 april

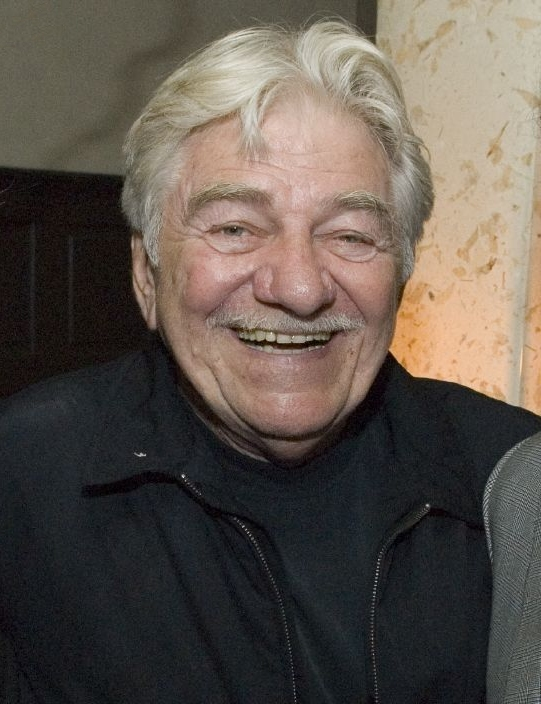
Seymour Cassel
7 april

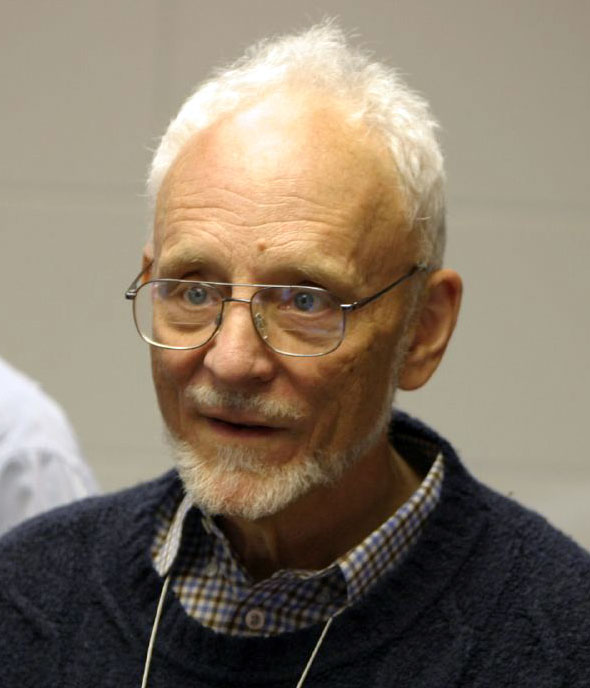
Elwyn Berlekamp
9 april

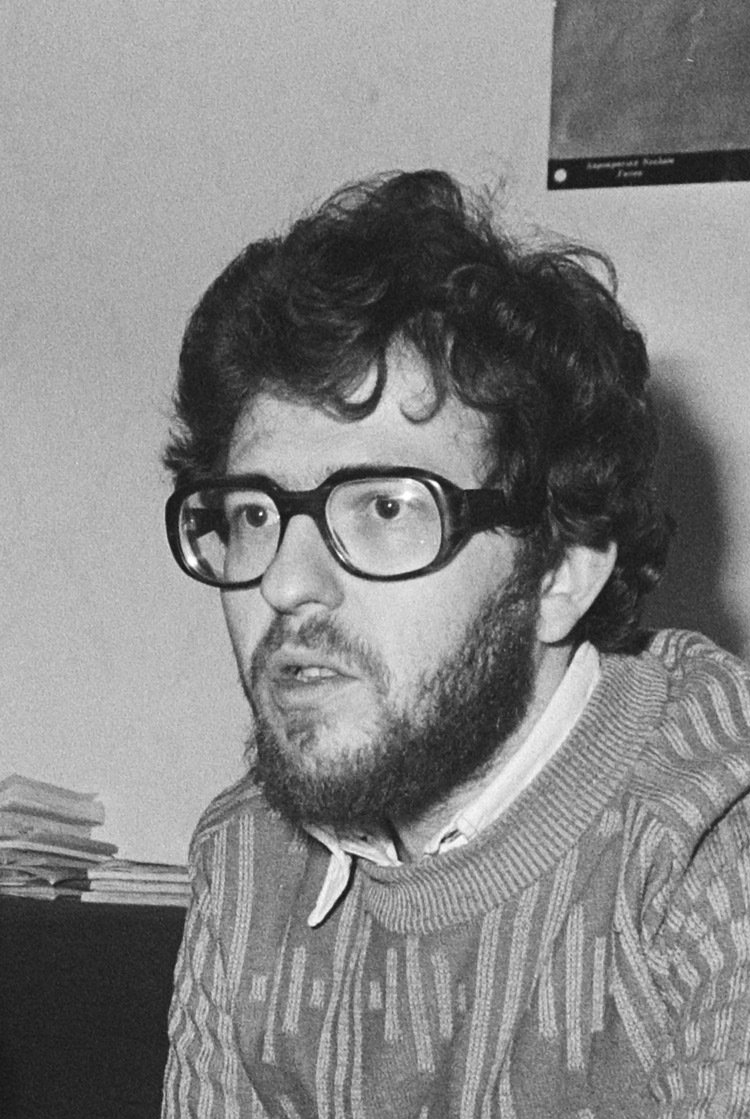
Max van Weezel
11 april

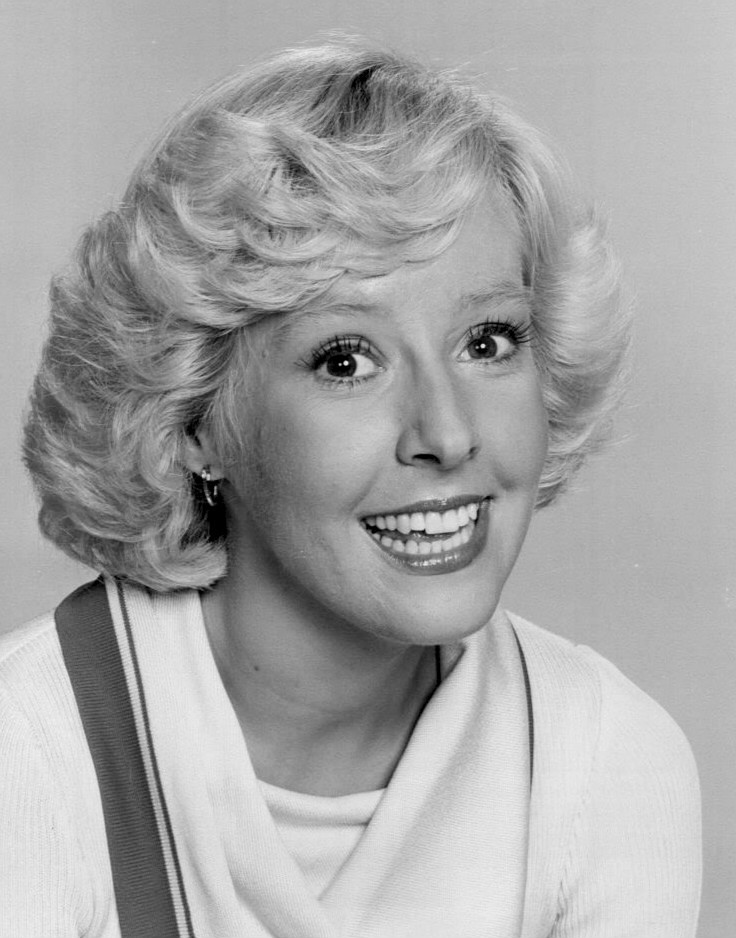
Georgia Engel
12 april

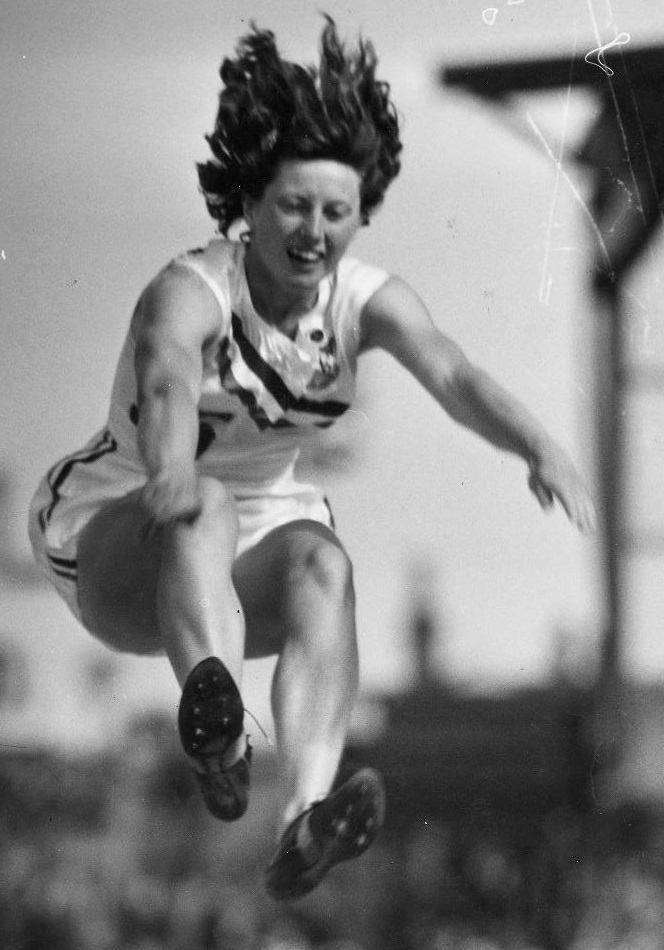
Yvette Williams
13 april

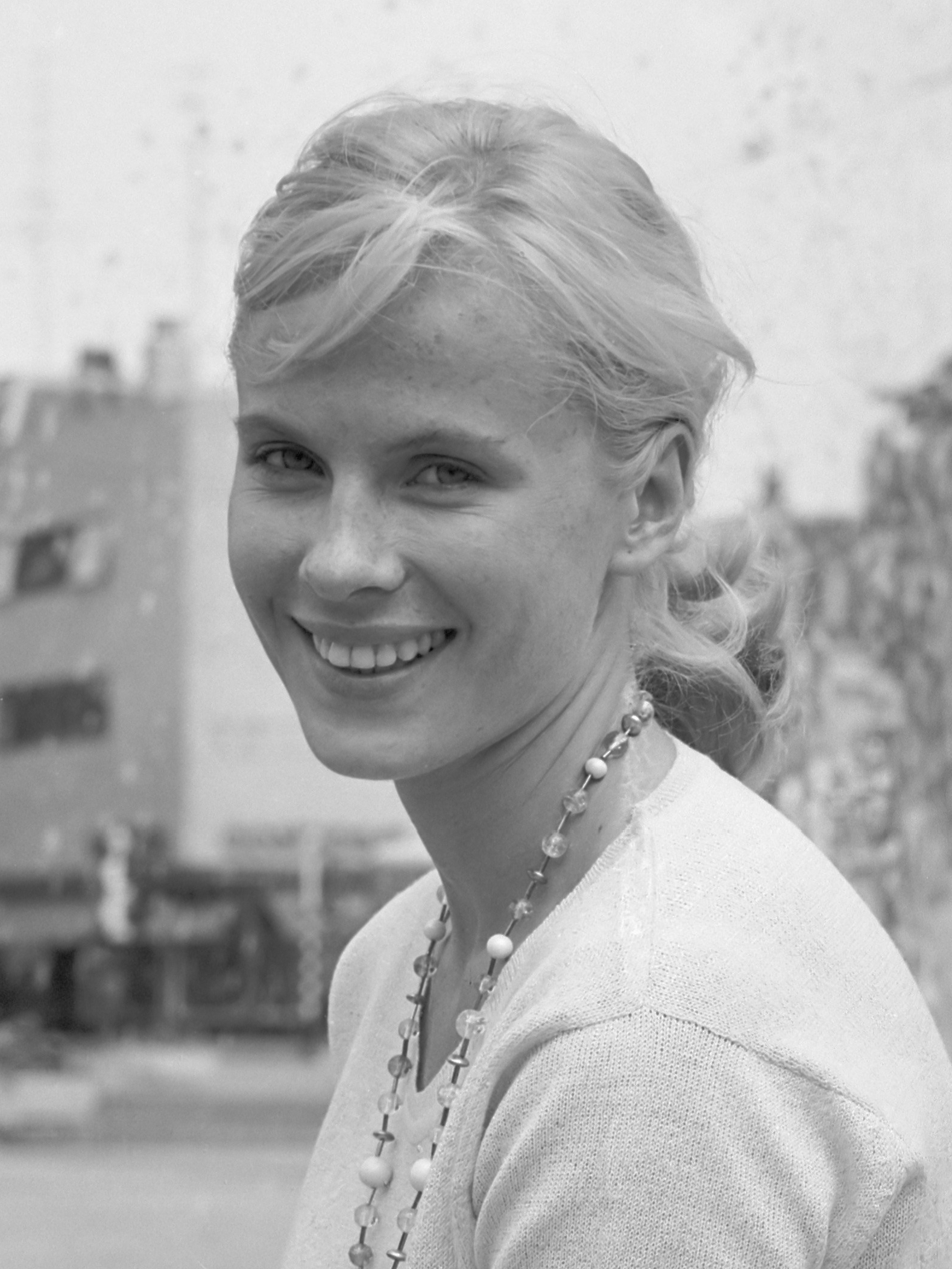
Bibi Andersson
14 april

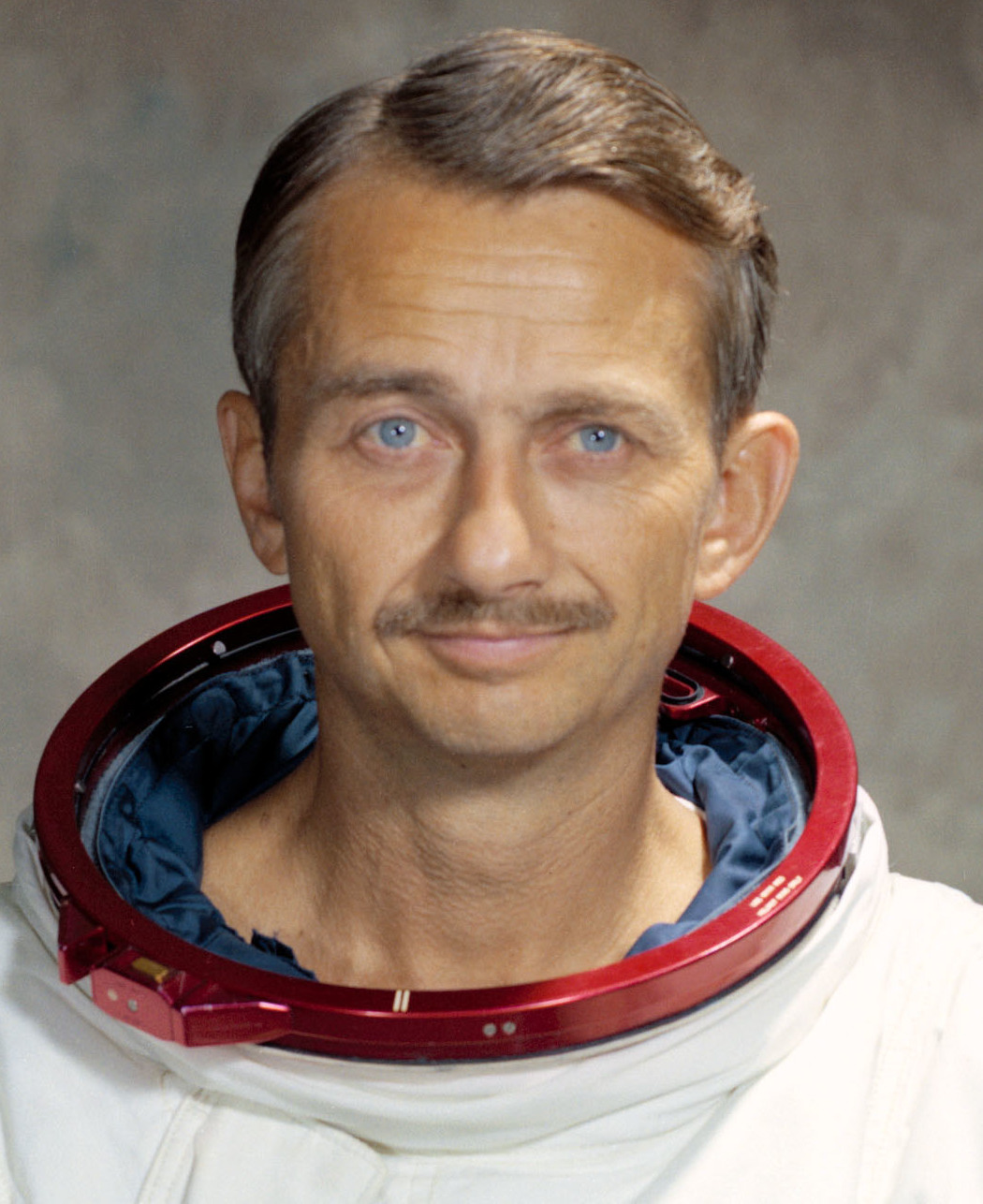
Owen Garriott
15 april

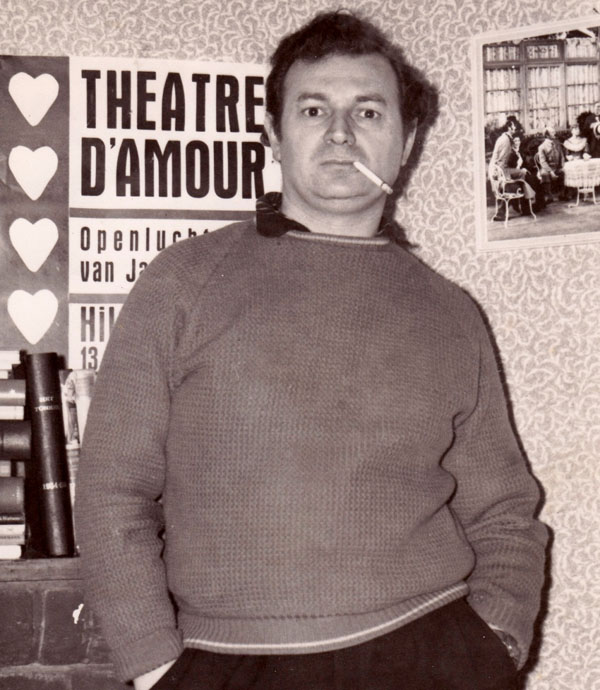
Jan Naaijkens
17 april

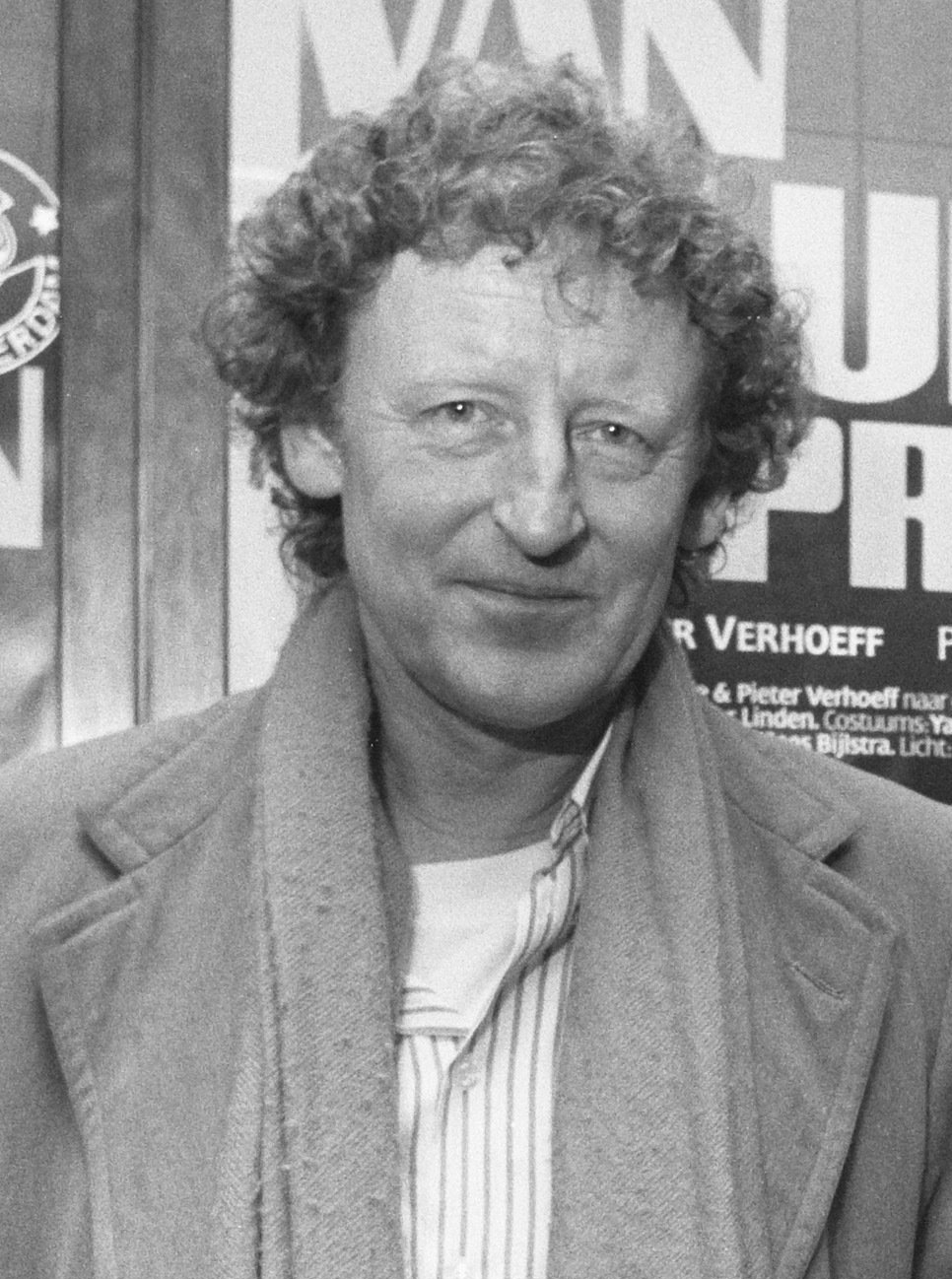
Pieter Verhoeff
17 april

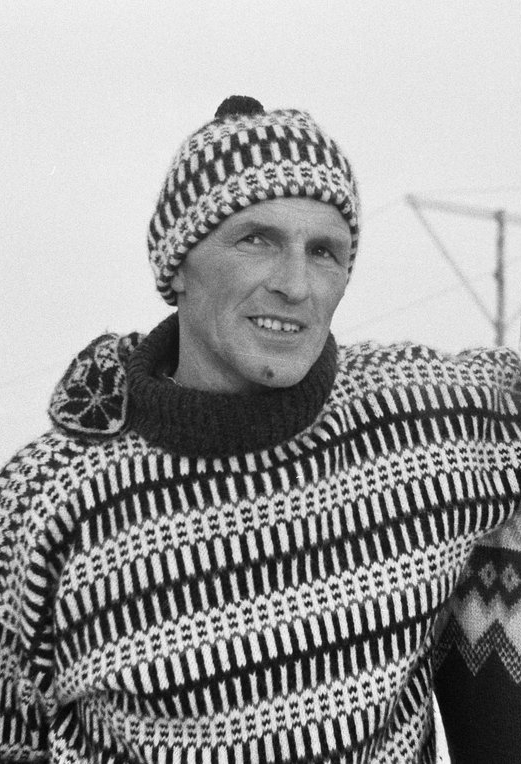
Jan Uitham
20 april

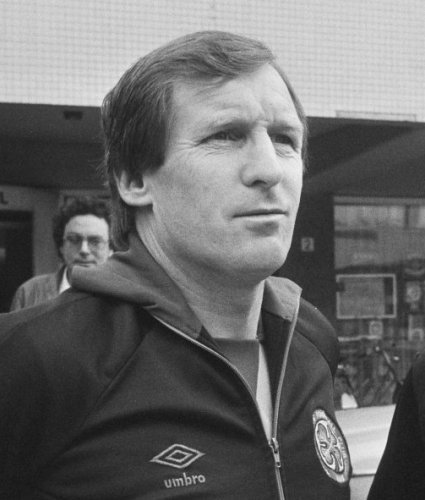
Billy McNeill
22 april

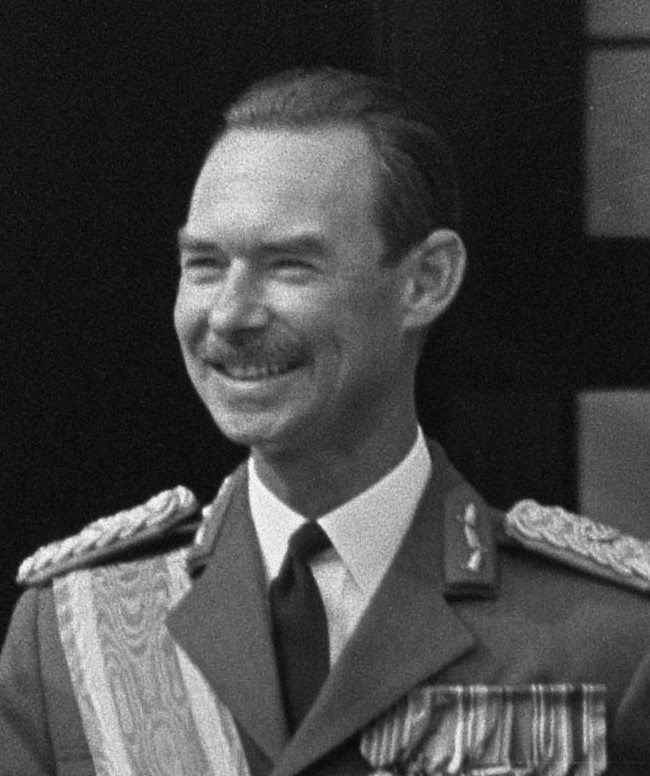
Jan van Luxemburg
23 april

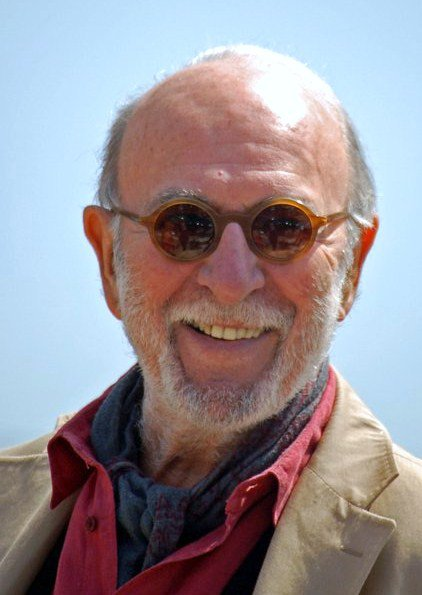
Jean-Pierre Marielle
24 april

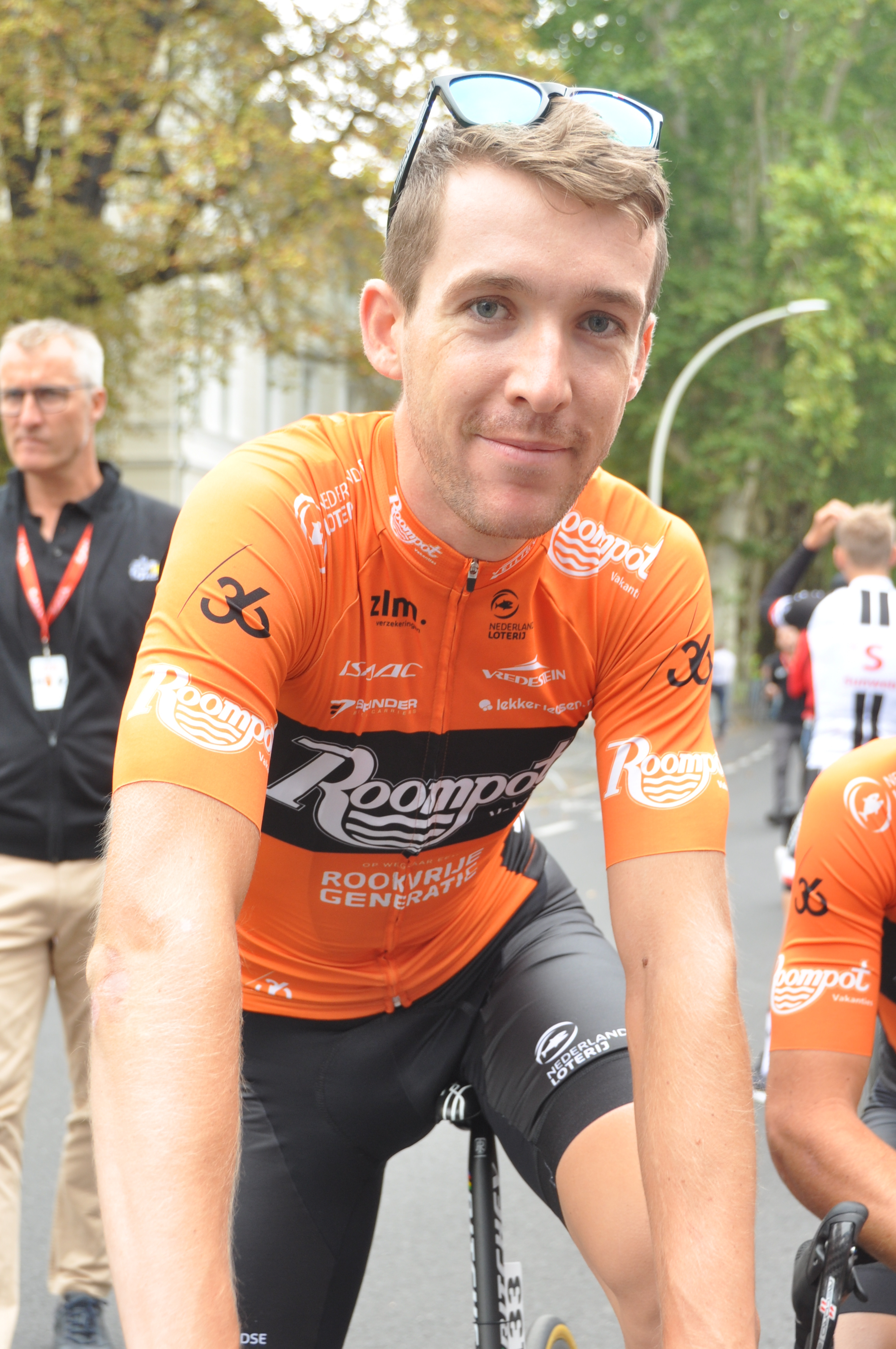
Robbert de Greef
26 april

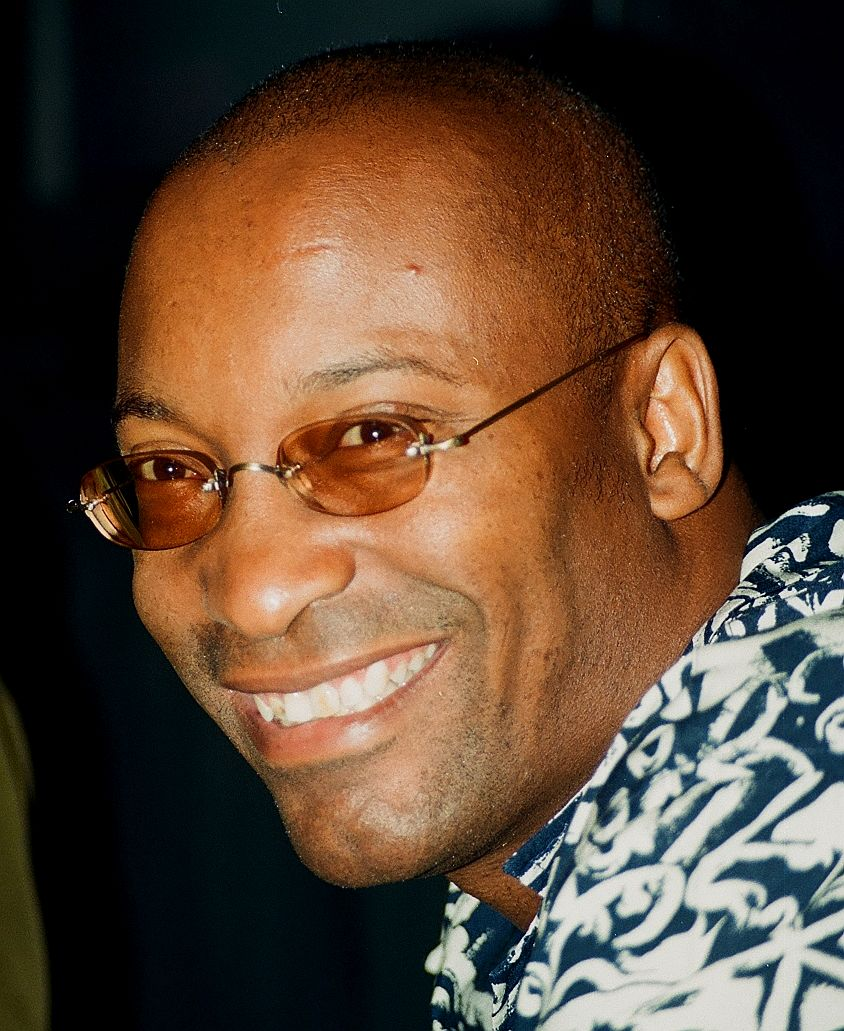
John Singleton
29 april

| 1 | 2 | 3 | 4 | 5 | 6 | 7 | 8 | 9 | 10 | 11 | 12 | 13 | 14 | 15 | 16 | 17 | 18 | 19 | 20 | 21 | 22 | 23 | 24 | 25 | 26 | 27 | 28 | 29 | 30 |
| - | - | - | - | - | - | - | - | - | -- | -- | -- | -- | -- | -- | -- | -- | -- | -- | -- | -- | -- | -- | -- | -- | -- | -- | -- | -- | -- |

### 1 april
- Ton Herstel (84), Nederlands bestuurder[1]
- Vonda N. McIntyre (70), Amerikaans schrijfster[2]
- Dan Robbins (93), Amerikaans grafisch ontwerper[3]
- Rafael Sánchez Ferlosio (91), Spaans schrijver[4]

### 2 april
- Kim English (48), Amerikaans singer-songwriter[5]
- John Oddo (66), Amerikaans jazzmuzikant[6]
- Fred Soeteman (72), Nederlands journalist[7]

### 3 april
- Carmelita Pope (94), Amerikaans actrice[8]
- Jacob Stein (94), Amerikaans advocaat[9]

### 4 april
- Alberto Cortez (79), Argentijns zanger en songwriter[10]
- Roberta Haynes (91), Amerikaans actrice[11]
- Barry Malkin (80), Amerikaans filmredacteur[12]
- Marilyn Mason (93), Amerikaans concertorganist[13]

### 5 april
- Sydney Brenner (92), Zuid-Afrikaans bioloog[14]
- Ib Glindemann (84), Deens jazztrompettist, componist en bigbandleider[15][16]
- Gianfranco Leoncini (79), Italiaans voetballer[17]
- Sam Pilafian (69), Amerikaans tubaspeler[18]
- John Quarmby (89), Brits acteur[19]
- Shawn Smith (53), Amerikaans musicus, zanger en liedjesschrijver[20]

### 6 april
- Olli Mäki (82), Fins bokser[21]
- Jean Namotte (84), Belgisch politicus[22]
- Nadja Regin (87), Servisch actrice[23]
- Gerrit Stulp (83), Nederlands organist, dirigent en componist[24]
- David Thouless (84), Brits natuurkundige[25]

### 7 april
- Seymour Cassel (84), Amerikaans acteur[26]
- Cho Yang-ho (70), Zuid-Koreaans zakenman[27]
- Mya-Lecia Naylor (16), Brits actrice[28]
- Cees Kick (82), Nederlands voetballer en voetbaltrainer[29]
- Sandy Ratcliff (70), Brits actrice[30]
- Jan Wraży (75), Pools voetballer[31]

### 8 april
- Rex Garrod (75), Brits roboticus[32]

### 9 april
- Jan Berkhout (88), Nederlands burgemeester[33]
- Elwyn Berlekamp (78), Amerikaans wiskundige[34]
- Gábor Keresztes (81), Hongaars voetballer[35][36]
- Paul Severs (70), Belgisch zanger[37]

### 10 april
- Claude Lalanne (93), Frans beeldhouwster[38]
- Barbara Marx Hubbard (89), Amerikaans futuroloog[39]

### 11 april
- Can Bartu (83), Turks voetballer en basketballer[40]
- Ian Cognito (60), Brits stand-upcomedian[41]
- Dina (62), Portugees zangeres[42]
- Monkey Punch (81), Japans mangaka[43]
- Max van Weezel (67), Nederlands journalist[44]
- William Mark Whitten (64), Amerikaans botanicus[45]

### 12 april
- Georgia Engel (70), Amerikaans actrice[46]
- Gaston van Erven (75), Nederlands acteur[47]
- Tommy Smith (74), Engels voetballer[48]

### 13 april
- Tony Buzan (76), Brits psycholoog en auteur[49]
- Paul Greengard (93), Amerikaans neurowetenschapper[50]
- Yvonne Henneco (90), Belgisch zangeres[51]
- Cees Pijl Hogeweg (90), Nederlands burgemeester[52]
- Lydia Wideman (98), Fins langlaufster[53]
- Yvette Williams (89), Nieuw-Zeelands atlete[54]

### 14 april
- Bibi Andersson (83), Zweeds actrice[55]
- Mirjana Marković (76), Servisch politiek ideologe[56]
- Dmitri Nabokov (42), Russisch ijshockeyspeler[57]
- Gene Wolfe (87), Amerikaans schrijver[58]

### 15 april
- Warren Adler (91), Amerikaans schrijver[59]
- Louis Deen (88), Nederlands anesthesioloog, hoogleraar[60]
- Guro Fjellanger (55), Noors politica[61]
- Owen Garriott (88), Amerikaans ruimtevaarder[62]
- Les Reed (83), Brits componist en orkestleider[63]
- Theo Stroeken (80), Nederlands politicus[64]

### 16 april
- Jörg Demus (90), Oostenrijks pianist en componist[65]
- Fay McKenzie (101), Amerikaans actrice[66]
- Henk Rooimans (71), Nederlands architect en beeldend kunstenaar[67]

### 17 april
- Alan García (69), Peruviaans politicus[68]
- Kazuo Koike (82), Japans stripscenarist[69]
- Jan Naaijkens (100), Nederlands schrijver[70]
- Pieter Verhoeff (81), Nederlands filmregisseur[71]

### 18 april
- Wim Velema (89), Nederlands theoloog en predikant[72]
- Lorraine Warren (92), Amerikaans paranormale onderzoeker en auteur[73]
- Siegmar Wätzlich (71), Duits voetballer[74]

### 19 april
- Patrick Sercu (74), Belgisch wielrenner[75]
- Klaus Sonnenschein (83), Duits (stem)acteur[76]
- Henny de Ruiter (85), Nederlands bestuurder[77]

### 20 april
- Joe Armstrong (68), Brits computerprogrammeur[78]
- Karl Grob (72), Zwitsers voetballer[79]
- David Picker (87), Brits filmregisseur en producent[80]
- Stefanie Sherk (37), Canadees model en actrice[81]
- Jan Uitham (94), Nederlands schaatser[82]

### 21 april
- Steve Golin (64), Amerikaans producent[83]
- Harry Hentenaar (82), Nederlands voetballer[84]
- Polly Higgins (50), Brits advocate en milieuactiviste[85]
- Ken Kercheval (83), Amerikaans acteur[86]
- Arie Oostlander (83), Nederlands politicus[87]

### 22 april
- Krasimir Bezinski (57), Bulgaars voetballer[88]
- Heather Harper (88), Brits sopraanzangeres[89]
- Lê Đức Anh (98), president van Vietnam[90]
- Billy McNeill (79), Schots voetballer[91]
- H.J. de Roy van Zuydewijn (91), Nederlands letterkundige[92]
- František Xaver Thuri (79), Tsjechisch componist, klavecinist en organist[93]
- Oiva Toikka (87), Fins glasontwerper[94]

### 23 april
- Neal Carter (95), Amerikaans autocoureur[95]
- Mario Fabbrocino (76), Italiaans maffiabaas[96]
- Jean van Luxemburg (98), groothertog van Luxemburg[97]
- Jacques Magendans (86), Nederlands beeldend kunstenaar[98]
- Mark Medoff (79), Amerikaans toneelschrijver, scenarist, film- en theaterregisseur, acteur en professor[99]
- Juan José Muñante (70), Peruviaans voetballer[100]
- David Winters (80), Brits-Amerikaans acteur, choreograaf en regisseur[101]
- Johan Witteveen (97), Nederlands econoom en politicus[102]

### 24 april
- Claude Delcroix (87), Belgisch politicus[103]
- Hubert Hahne (84), Duits autocoureur[104]
- Ben Heller (93), Amerikaans kunstverzamelaar en -handelaar[105]
- Jean-Pierre Marielle (87), Frans acteur[106]
- Anne Neyland (84), Amerikaans actrice en model[107]

### 25 april
- Serge Moureaux (85), Belgisch politicus en advocaat[108]
- Faty Papy (28), Burundees voetballer[109]
- John Havlicek (79), Amerikaans basketbalspeler[110]
- Michael Wolf (65), Duits kunstenaar en fotograaf[111]

### 26 april
- Jimmy Banks (54), Amerikaans voetballer[112]
- Giuliano Bugialli (88), Italiaans kok en kookboekenschrijver[113]
- Elina Bystritskaja (91), Russisch actrice[114]
- Robbert de Greef (27), Nederlands wielrenner[115]
- Ellen Schwiers (88), Duits actrice[116]
- Pauline Wiertz (63), Nederlands beeldend kunstenares[117]

### 27 april
- Negasso Gidada (75), Ethiopisch staatsman[118]
- Manfred Müller (69), Oostenrijks poppenspeler en directeur poppentheater[119]

### 28 april
- Bruce Bickford (72), Amerikaans animator[120]
- Richard Lugar (85), Amerikaans politicus[121]

### 29 april
- Carlo Abate (86), Italiaans autocoureur[122]
- Stevie Chalmers (83), Schots voetballer[123]
- Les Murray (80), Australisch dichter, bloemlezer en criticus[124]
- José Rodrigues Neto (69), Braziliaans voetballer[125]
- John Singleton (51), Amerikaans regisseur, producent en scenarioschrijver[126]
- Josef Šural (28), Tsjechisch voetballer[127]
- Ellen Tauscher (67), Amerikaans politica[128]
- Bert Voskuil (89), Nederlands jurist[129]

### 30 april
- Anémone (68), Frans actrice[130]
- Rowland "Boon" Gould (64), Brits muzikant (dood aangetroffen op deze datum)[131]
- Peter Mayhew (74), Brits acteur[132]
- Johann Adam Oest (72), Duits acteur[133]
- Luis Maldonado Venegas (62), Mexicaans politicus[134]

januari ·
februari ·
maart ·
april ·
mei ·
juni ·
juli ·
augustus ·
september ·
oktober ·
november ·
december
1900 ·
1901 ·
1902 ·
1903 ·
1904 ·
1905 ·
1906 ·
1907 ·
1908 ·
1909 ·
1910 ·
1911 ·
1912 ·
1913 ·
1914 ·
1915 ·
1916 ·
1917 ·
1918 ·
1919 ·
1920 ·
1921 ·
1922 ·
1923 ·
1924 ·
1925 ·
1926 ·
1927 ·
1928 ·
1929 ·
1930 ·
1931 ·
1932 ·
1933 ·
1934 ·
1935 ·
1936 ·
1937 ·
1938 ·
1939 ·
1940 ·
1941 ·
1942 ·
1943 ·
1944 ·
1945 ·
1946 ·
1947 ·
1948 ·
1949 ·
1950 ·
1951 ·
1952 ·
1953 ·
1954 ·
1955 ·
1956 ·
1957 ·
1958 ·
1959 ·
1960 ·
1961 ·
1962 ·
1963 ·
1964 ·
1965 ·
1966 ·
1967 ·
1968 ·
1969 ·
1970 ·
1971 ·
1972 ·
1973 ·
1974 ·
1975 ·
1976 ·
1977 ·
1978 ·
1979 ·
1980 ·
1981 ·
1982 ·
1983 ·
1984 ·
1985 ·
1986 ·
1987 ·
1988 ·
1989 ·
1990 ·
1991 ·
1992 ·
1993 ·
1994 ·
1995 ·
1996 ·
1997 ·
1998 ·
1999 ·
2000 ·
2001 ·
2002 ·
2003 ·
2004 ·
2005 ·
2006 ·
2007 ·
2008 ·
2009 ·
2010 ·
2011 ·
2012 ·
2013 ·
2014 ·
2015 ·
2016 ·
2017 ·
2018 ·
2019 ·
2020 ·
2021 ·
2022 ·
2023 ·
2024 ·
2025